# Mixin
mixin とはオブジェクト指向プログラミング言語において、サブクラスによって継承されることにより機能を提供し、単体で動作することを意図しないクラスである。言語によっては、その言語でクラスや継承と呼ぶものとは別のシステムとして mixin がある場合もある（#バリエーションの節で詳述）。

## 概要
オブジェクト指向プログラミングにおいて、継承は本来は特化を意図したものである。すなわち、継承する側（派生型）と継承される側（基底型）の間にはリスコフの置換原則があることを前提とする。
しかし実際のところは、実装の再利用のための手段として使われることが多い（濫用されがちであるが）。mixin における継承も、前述のような特化のためではなく、複数の機能を集めるための手段である。特にクラスの多重継承が可能なシステムでは、複数の mixin クラスを多重継承し、「単に複数の機能を持つクラス」を簡単に作る、というような使い方ができる。典型例としては、InputStream と OutputStream という mixin クラスを多重継承して、InputOutputStream という双方向ストリームのクラスとする、といったようなパターンである。
mixin は、そのようなもの自体はそれ以前からも考えられていたが、1970年代のMIT系Lisp方言のオブジェクト指向システム Flavors（en:Flavors (programming language)）でその名が使われ、それが一般化した。Flavorsは、同時期のSmalltalkのオブジェクト指向システムに影響された試みのひとつであるが多重継承を特長とした。名称の由来は、マサチューセッツ州 Somerville にあったアイスクリーム屋からヒントを得て考え出されたものであるこのアイスクリーム店の店長は（バニラやチョコレートなどの）基本となる味(Flavor)を混ぜ、追加の具材（ナッツ、クッキー、キャンディなど）と組み合わせたものを提供し、それを Mix-In と呼んで店の登録商標としていた。
mixin はコードの再利用を促進する。しかし、mixin にはそれなりの妥協も伴う。
（クラスの多重継承すなわち実装の多重継承ができず、インタフェースの複数実装による型の多重継承のみができる、例えばJavaやC#などの観点からは）mixin は、「メソッド実装付きのインタフェース」ということもできる。クラスが mixin を含む場合、そのインタフェースを実装したクラスは、mixin の属性と操作を取り込む。継承するというのとは異なっている。取り込んだ要素はコンパイル時にクラスの一部となる。興味深いことに、mixin はインタフェースを実装する必要はない。それでもあえてインタフェースを実装する利点は、そのインタフェースを必要とするメソッドに、引数としてインスタンスを渡せるからである。

## バリエーション
クラスとその継承関係とは別のものとして mixin を活用している言語としてRubyがある。Rubyではクラスの継承は単一継承のみとし、多重継承にまつわる問題（例えば菱形継承問題）を避けた。そして「継承関係の無いクラスのようなもの」としてモジュールと呼ばれる言語機能があり、モジュールは複数個（いくつでも）クラスに「mixinする」ことができる。モジュール自体は何かを継承したりはしていないため、菱形継承問題は起きない。
その他、mixinのようなものがある言語。
- D言語 (「テンプレート・ミクスイン」と呼ばれる)
- Dylan
- Perl
- Python
- Ruby
- Scala
- Self
- Strongtalk（英語版）
- Object REXX
- XOTcl（Tcl 向けのオブジェクト指向拡張]）
- Groovy
- Vala

## 例

### Python
Python の、特に Python 2.3 以降および Python 3 では C3 linearization により多重継承した際のメソッド探索順は解決されるので、多重継承は有力な手法であり、実際にいくつか活用例がある。SocketServer モジュールは UDP および TCP ソケットサーバとして動作する UDPServer と TCPServer クラスの両方を備えている。通常、すべてのコネクションは同じプロセス内で処理されるが、ForkingMixIn と ThreadingMixIn という追加の mixin クラスが存在する。下記のように TCPServer を ThreadingMixIn により拡張すると、
```
class
 
ThreadingTCPServer
(
ThreadingMixIn
,
 
TCPServer
):

  
pass

```

ThreadingMixIn が TCPServer にコネクションごとにスレッドを生成する機能を追加する。あるいは、ForkingMixIn を用いると各新規のコネクションに対してプロセスが fork される。明らかに、スレッドを生成したりプロセスを fork する機能は単独では大して役に立たない。
この使用例では、mixin はソケットサーバとしての機能に影響することなく、基盤となる機能を選択可能な形で提供している。

### C#
C#ではインタフェースと拡張メソッドの組合せによって、Mix-inを再現できる。
```
using
 
System.Linq
;

  
System
.
Collections
.
Generic
.
IEnumerable
<
int
>
 
range
 
=
 
Enumerable
.
Range
(
1
,
 
10
);

  
// IEnumerable<T>にはSum()メソッドは定義されない。

  
// 実際にはSystem.Linq.Enumerableクラスに実装された拡張メソッドである。

  
int
 
sum
 
=
 
range
.
Sum
();

  
// 上記は下記の糖衣構文である。

  
int
 
sum
 
=
 
Enumerable
.
Sum
(
range
);

```

## 注
1. ↑  Steve's Ice Cream Parlor
2. ↑  Using Mix-ins with Python
3. ↑  LISTSERV 14.4